# Fatos estilizados de Kaldor
Os Fatos estilizados de Kaldor são seis declarações sobre crescimento econômico, propostas por Nicholas Kaldor em seu artigo de 1957. Ele os descreveu como "uma visão estilizada dos fatos", que cunhou o termo fato estilizado.

## Fatos estilizados de crescimento econômico
Nicholas Kaldor resumiu as propriedades estatísticas do crescimento econômico de longo prazo em um influente artigo de 1957. Ele apontou as 6 seguintes notáveis constâncias históricas reveladas por recentes investigações empíricas: 
1. As parcelas da renda nacional recebidas pelo trabalho e pelo capital são aproximadamente constantes durante longos períodos de tempo,
2. A taxa de crescimento do estoque de capital por trabalhador é aproximadamente constante durante longos períodos de tempo;
3. A taxa de crescimento da produção por trabalhador é aproximadamente constante durante longos períodos de tempo;
4. A relação capital/produto é praticamente constante durante longos períodos de tempo;
5. A taxa de retorno sobre o investimento é aproximadamente constante durante longos períodos de tempo;
6. Existem variações apreciáveis (2 a 5%) na taxa de crescimento da produtividade do trabalho e da produção total entre os países.

Kaldor não alegou que alguma dessas quantidades seria constante em todos os momentos; pelo contrário, as taxas de crescimento e as quotas de rendimento flutuam fortemente ao longo do ciclo econômico. Em vez disso, sua alegação era de que essas quantidades tendem a ser constantes ao calcular a média dos dados por longos períodos de tempo. Suas amplas generalizações, que foram inicialmente derivadas de dados dos EUA e do Reino Unido, mas que mais tarde se revelaram verdadeiras para muitos outros países, passaram a ser conhecidas como "fatos estilizados". 
Estes podem ser resumidos e relacionados da seguinte forma: 
1. A produção por trabalhador cresce a uma taxa aproximadamente constante que não diminui com o tempo.
2. O capital por trabalhador cresce com o tempo.
3. A relação capital / saída é aproximadamente constante. (1 + 2)
4. A taxa de retorno ao capital é constante.
5. A participação do capital e do trabalho no lucro líquido é quase constante.
6. O salário real cresce com o tempo. (2 + 4 + 5)